# Brachypelma annitha
Brachypelma annitha é uma espécie de aranha pertencente à família Theraphosidae.